# Stony River
Stony River és una concentració de població designada pel cens dels Estats Units a l'estat d'Alaska. Segons el cens del 2000 tenia 61 habitants.

## Demografia
Segons el cens del 2000, Stony River tenia 61 habitants, 19 habitatges, i 14 famílies La densitat de població era de 6,5 habitants/km².
Dels 19 habitatges en un 52,6% hi vivien nens de menys de 18 anys, en un 47,4% hi vivien parelles casades, en un 5,3% dones solteres, i en un 26,3% no eren unitats familiars. En el 21,1% dels habitatges hi vivien persones soles el 21,1% de les quals corresponia a persones de 65 anys o més que vivien soles. El nombre mitjà de persones vivint en cada habitatge era de 3,21 i el nombre mitjà de persones que vivien en cada família era de 3,64.
Per edats la població es repartia de la següent manera: un 39,3% tenia menys de 18 anys, un 13,1% entre 18 i 24, un 29,5% entre 25 i 44, un 11,5% de 45 a 60 i un 6,6% 65 anys o més.
L'edat mediana era de 24 anys. Per cada 100 dones de 18 o més anys hi havia 131,3 homes.
La renda mediana per habitatge era de 20.714 $ i la renda mediana per família de 20.714 $. Els homes tenien una renda mediana de 8.750 $ mentre que les dones 0 $. La renda per capita de la població era de 5.469 $. Aproximadament el 38,9% de les famílies i el 38,7% de la població estaven per davall del llindar de pobresa.

## Poblacions més properes
El següent diagrama mostra les poblacions més properes.